# Wolseley 6/90
Der 6/90 war ein Pkw der oberen Mittelklasse, den der britische Automobilhersteller Wolseley in den Jahren 1954 bis 1959 herstellte. Er ersetzte den 6/80 als Spitzenmodell.

## Serie I
Obwohl Wolseley damals unter der Kontrolle von Lord Nuffield und BMC stand und bald an deren „Badge Engineering“-Aktivitäten teilnahm, erscheint der 6/90 als eigenständiges Wolseley-Modell. Er beruhte auf der Konstruktion des Riley Pathfinder, hatte aber nicht dessen komplizierte Hinterradaufhängung. Der 6/90 hatte einen BMC-C-Sechszylinder-Reihenmotor mit 95 bhp (70 kW) aus 2639 cm³ Hubraum, der mit einem manuellen Vierganggetriebe gekoppelt war. Als umstrittene Neuerung galt das Armaturenbrett aus gestreiftem, grauem Kunststoff mit einem großen, verchromten Lautsprechergitter („Käseschneider“!) in der Mitte. Die Handbremsbetätigung war unter dem Armaturenbrett neben der Lenksäule angebracht und der Schalthebel war an der Lenksäule gegenüber dem Fernlichtschalter montiert. Die vorderen Ledersitze waren eng nebeneinander eingebaut und die Rückbank hatte eine ausklappbare Mittelarmlehne.
Es wurden 5776 Exemplare hergestellt.
1955 stellte das Magazin „The Motor“ bei einem Test eine Höchstgeschwindigkeit von 154 km/h und eine Beschleunigung von 0–100 km/h in 17,3 s fest. Der Benzinverbrauch betrug 13,1 l/100 km und der Testwagenpreis 1063,- £ einschl. Steuern.

## Serie II
Die 6/90 der Serie II, die 1957 eingeführt wurden, hatten Blattfedern an der angetriebenen Hinterachse, ein konventionelles, mit Walnussfurnier verziertes Armaturenbrett und einen Schalthebel, der an der rechten Seite des Sitzes – beim rechtsgelenkten Wagen (!) – montiert war. Overdrive und Getriebeautomatik gab es auf Wunsch. Die Motorleistung stieg auf 97 bhp (72 kW).
1958, nach nur acht Produktionsmonaten bzw. nur 1024 Exemplaren, wurde die Serie II von der Serie III abgelöst.

## Serie III
Die Serie III hatte größere Bremsen, einen Bremskraftverstärker, ein größeres Heckfenster und einen auf 101 bhp (75 kW) erstarkten Motor. Diesen Wagen gab es auch als Riley 2.6, der erfolglos den Riley Pathfinder beerbte.
1959 endete die Produktion des 6/90 nach Einführung des von Pininfarina gezeichneten Modells 6/99. Insgesamt entstanden 11.852 Wolseley 6/90.
Leonard Lord, der Chef von BMC, ersetzte den Konstrukteur des Wagens, Gerald Palmer, durch Alec Issigonis.